# مون هي-كيونغ
مون هي-كيونغ (هانغل: 문희경) هي مغنية وممثلة كورية جنوبية، ولدت في 28 يونيو 1965 في سوغوبو في كوريا الجنوبية.

## وصلات خارجية
- مون هي-كيونغ على موقع IMDb (الإنجليزية)